# N885 (België)
De N885 is een gewestweg in de Belgische provincie Luxemburg. De route verbindt de N841 in Amonines met de N89 in Ronchamps.
De route heeft een lengte van ongeveer 20 kilometer en had oorspronkelijk het wegnummer P21.

## Plaatsen langs de N885
- Amonines
- Magoster
- Beffe
- Rendeux
- Hodister
- Gênes
- Halleux
- Ronchamps